# Campeonato Mundial de Judo de 2008
El XXIX Campeonato Mundial de Judo se celebró en Levallois-Perret (Francia) entre el 20 y el 21 de diciembre de 2008 bajo la organización de la Federación Internacional de Judo (IJF) y la Federación Francesa de Judo. 
Las competiciones se realizaron en el Palacio Deportivo Marcel Cerdan de la ciudad francesa. 

## Medallistas

### Masculino
| Evento                    | Oro                 | Plata                     | Bronce                                                 |
| ------------------------- | ------------------- | ------------------------- | ------------------------------------------------------ |
| Categoría abierta (21.12) | Teddy Riner Francia | Alexandr Mijailin · Rusia | Grzegorz Eitel · Polonia · Matthieu Bataille · Francia |

### Femenino
| Evento                    | Oro            | Plata                      | Bronce                                     |
| ------------------------- | -------------- | -------------------------- | ------------------------------------------ |
| Categoría abierta (21.12) | Tong Wen China | Yelena Ivashchenko · Rusia | Megumi Tachimoto Japón Mika Sugimoto Japón |

## Medallero
| Núm. | País    | Oro | Plata | Bronce | Total |
| ---- | ------- | --- | ----- | ------ | ----- |
| 1    | Francia | 1   | 0     | 1      | 2     |
| 2    | China   | 1   | 0     | 0      | 1     |
| 3    | Rusia   | 0   | 2     | 0      | 2     |
| 4    | Japón   | 0   | 0     | 2      | 2     |
| 5    | Polonia | 0   | 0     | 1      | 1     |
|      | TOTAL   | 2   | 2     | 4      | 8     |